# Louis Bessière
Louis Bessière foi um ciclista de estrada francês que participou dos Jogos Olímpicos de Verão de 1928, terminando em sétimo lugar no contrarrelógio por equipes. Na prova de estrada individual, ficou com a vigésima segunda posição.